# Список міністерств Словаччини
Це вікі-список міністерств Словацької Республіки.

## Чинні міністерства
Законом № 575/2001 Z. z. про організацію діяльності уряду та організацію центральної державної влади (так званий компетенційний закон) в § 3 заявляно наступні міністерства в Словацькій Республіці:
1. Міністерство транспорту, будівництва і регіонального розвитку Словацької Республіки
2. Міністерство фінансів Словацької Республіки[sk]
3. Міністерство економіки Словацької Республіки[sk]
4. Міністерство культури Словацької Республіки[sk]
5. Міністерство оборони Словацької Республіки
6. Міністерство сільського господарства і розвитку сільської місцевості Словацької Республіки
7. Міністерство праці, соціальної політики і сім'ї Словацької Республіки
8. Міністерство юстиції Словацької Республіки
9. Міністерство освіти, науки, досліджень і спорту Словацької Республіки[sk]
10. Міністерство внутрішніх справ Словацької Республіки
11. Міністерство закордонних і європейських справ Словацької Республіки[sk]
12. Міністерство охорони здоров'я Словацької Республіки[sk]
13. Міністерство охорони навколишнього середовища Словацької Республіки[sk] — було скасовано 1 липня 2010 року (Закон № 37/2010 Z. z.), але поновлено через 4 місяці 1 листопада 2010 року (Закон № 372/2010 Z. z.)

## Скасовані міністерства

### 1990
Закон № 195/1990 Z. z., який набув чинності 1 липня 1990, скасував:
- Міністерство охорони здоров'я і соціальних справ Словацької Республіки[sk]

### 1991
Закон № 298/1991 Z. z., який набув чинності 1 серпня 1991, скасував:
- Міністерство економічної стратегії Словацької Республіки[sk]

### 1992
Закон № 453/1992 Z. z. від 25 серпня 1992 року, який набув чинності 25 вересня 1992, скасував наступні міністерства:
- Міністерство контроля Словацької Республіки[sk]
- Міністерство лісового і водного господарства Словацької Республіки[sk]
- Міністерство торгівлі і туризму Словацької Республіки[sk]
- Міністерство промисловості Словацької Республіки[sk]
- Міністерство будівництва і будівництва Словацької Республіки[sk]

### 2003
- Міністерство управління і приватизації національної власності Словацької Республіки[sk] (скасовано з 1.5.2003 р.)

### 2010
Закон № 37/2010 Z. z., який вніс зміни та доповнення до закону № 575/2001 Z. z. станом на 1 липня 2010 року скасував:
- Міністерство будівництва і регіонального розвитку Словацької Республіки[sk]